# Znanstveni časopis
Znanstveni časopis je periodično izdanje čija svrha je unaprijediti znanost, najčešće objavljivanjem novih istraživanja.
Vrsta je znanstvenog djela.
Većina časopisa je usko specijalizirana na neko područje znanosti, iako neki časopisi kao što je Nature obrađuju teme iz šireg područja znanosti. Povijest znanstvenih časopisa počinje 1665. godine kada su francuski «Journal des scavans» i engleski «Philosophical Transactions of the Royal Society» počeli periodično objavljivati rezultate istraživanja. Otada se broj znanstvenih časopisa počeo znatno povećavati.
Članci u znanstvenim časopisima predstavljaju najnovija istraživanja i rezultate u području koje časopis pokriva. Često su neshvatljivi svima osim istraživačima određenog područja i naprednim studentima.

## Tipovi članaka
Postoji nekoliko tipova članaka u znanstvenom časopisu, iako točna terminologija i definicije variraju ovisno o područjima o kojima govore i o samom znanstvenom časopisu.
Unatoč tome znanstveni časopisi često uključuju takozvane "komunikacije", koje predstavljaju kratke opise važnih trenutnih istraživanja, a uključene su u trenutno izdanje jer su smatrane hitnima; "istraživačke bilješke", koje su smatrane manje važnima ili hitnima od "komunikacija", a opisuju trenutna istraživačka saznanja.
Jedan od tipova je i "članak" (Scholarly paper), koji se proteže na pet do dvadeset stranica i predstavlja potpuni opis trenutnih istraživačkih saznanja. U «člancima» postoje znatne varijacije između znanstvenih područja i časopisa, jer postoje i matematički članci i članci iz računalne znanosti koji su dugački i do 80 stranica. «Dodatni članci» sadrže veliki udio tabličnih podataka koji su rezultat trenutnog istraživanja, a mogu biti kratki ili u stotinama stranica većinom s numeričkim podacima. Neki znanstveni časopisi takvu vrstu podataka objavljuju elektroničkim putem na internetu. "Pregledni članci" (Review articles) ne pokrivaju određeno istraživanje, nego skupljaju rezultate mnogih drugih članaka s određenom temom u suvisli tekst o stanju područja znanosti o kojem se govori. Pregledni članci dobavljaju informacije o temi i omogućuju upućivanje znanstvenih obavijesti originalnom istraživanju.

## Forma znanstvenog časopisa
Oblik znanstvenih članaka može se jako razlikovati od časopisa do časopisa. Unatoč tome, mnogi od njih slijede IMRAD shemu, koju je preporučio «International Committee of Medical Journal Editors» (ICMJE).
Takvi članci započinju s kratkim pregledom (takozvani abstract), koji zauzima od jednog do četiri sažetog odlomka. Uvod opisuje pozadinu istraživanja uključujući i rasprave o sličnim istraživanjima. Eksperimentalni dio ili takozvani materijali i metode pokazuju kako se istraživanje odvijalo. Rezultati i rasprava dio su znanstvenom časopisa koji prikazuju posljedice i smisao istraživanja. Na kraju dolazi zaključak, koji znanstveno istraživanje smješta u kontekst i opisuje načine daljnjeg istraživanja.
Neki časopisi poput «Science-a» uključuju u formu časopisa i dio s vijestima u kojem su opisane znanstvene promjene. Ti članci su obično pisani od strane znanstvenih novinara, a ne samih znanstvenika.

## Elektroničko nakladništvo
Jedna od formi elektroničkog izdavaštva je istovrijedan uobičajenom časopisu na papiru. Od 2006. godine gotovo svi znanstveni časopisi imaju objavljenu svoju elektronički verziju; a neki su se čak i ograničili samo na elektroničko izdavaštvo svog znanstvenog časopisa. Mnoge knjižnice kupuju elektroničku verziju časopisa, a uobičajenu verziju časopisa («papirnu») potražuju samo kad se radi o najtraženijim naslovima. Postoji određena odgoda od nekoliko mjeseci prije nego što se časopis objavi uobičajenim putem, što «papirne» časopise čini ne baš idealnim formatom za objavljivanje najnovijih istraživanja. Zato mnogi izdavači odmah objavljuju elektroničku verziju časopisa, jer pritom nije potrebna odgoda kao u časopisu papirnog formata.

## Cijena
Mnogi znanstvenici i knjižničari dugo su protestirali protiv cijene znanstvenih časopisa. Kako bi omogućili istraživačima elektronički pristup časopisu, sveučilišta kupuju dozvolu za pristup određenoj lokaciji, čime se ostvaruje pristup časopisima bilo gdje unutar sveučilišta. To može biti vrlo skupo, ponekad čak i skuplje od uobičajenog izdanja časopisa, iako se to odražava na broju ljudi koji koriste taj pristup. Tako na primjer uobičajeno izdanje časopisa košta samo određenu osobu koja časopis kupuje, dok elektroničkom časopisu pristup ima mnogo više ljudi. Zabrinutost oko cijene i otvorenog pristupa časopisu dovela je do stvaranja časopisa s besplatnim pristupom kao na primjer «Public Library of Science family», i časopisa s djelomično otvorenim i manje plaćenim pristupom, kao na primjer «Journal of High Energy Physics»

## Autorsko pravo
U većini slučajeva autor članka mora prenijeti autorsko pravo izdavaču časopisa. Izdavači smatraju da je to potrebno kako bi zaštitili autorova prava. Mnogi autori smatraju taj običaj nezadovoljavajućim, i željeli bi zadržati prava za sebe, a izdavaču dati neopozivu dozvolu objavljivanja. Neka od prava autora članaka su i pravo na ponovnu upotrebu dijelova časopisa u autorovom budućem radu, i distribuiranje ograničenog broja primjeraka.

## Ostalo
Pojavljuje se u redovito u identičnom obliku. Objavljuju se u numeriranim svescima. Broj godina koliko se časopis objavljuje zove se "volumen" ili godište.

## Vanjske poveznice
- Hrčak - centralni portal koji na jednom mjestu okuplja hrvatske znanstvene i stručne časopise